# P.37 (航空機)

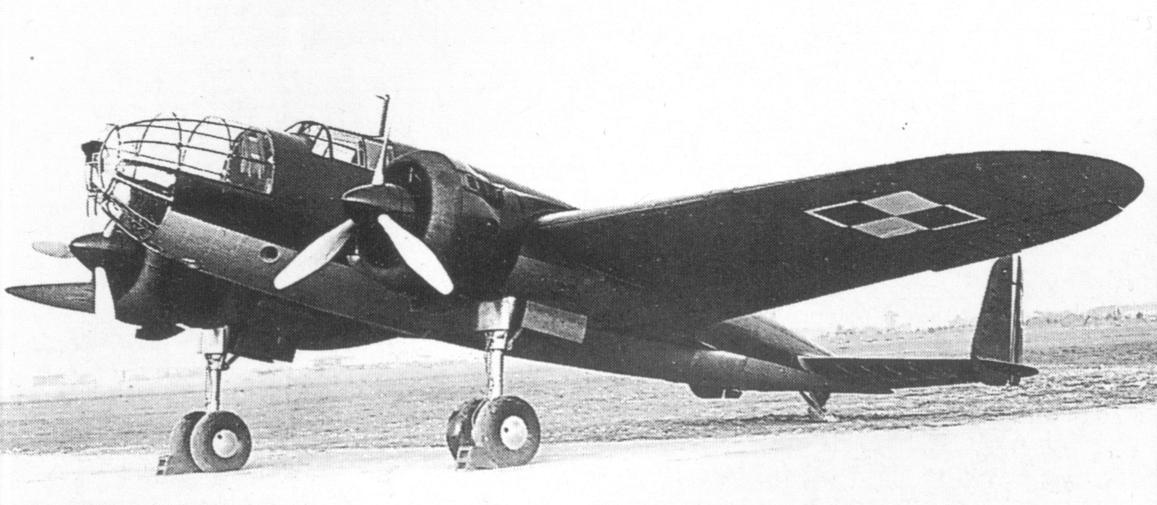
P.37Bウォシ

P.37ウォシ（ポーランド語: P.37 Łoś、ペ・トジヂェーシチ・シェーデム・ウォーシ）は、ポーランドの航空機メーカーPZLで開発された中型爆撃機である。愛称は、ポーランド語で「ヘラジカ」のこと。PZL 37とも呼ばれる。

## 概要
PZLでは、P.23カラシ地上攻撃機・偵察機を開発した後、1934年から新たな爆撃機製作に着手した。この機体P.37は、全金属製の双発単葉機で引き込み脚を持つ当時としては近代的なものだった。機体は他の同様の機種よりもコンパクトにまとまっていたが、高速であり操縦性がよく爆弾搭載量も多かった。原型は1934年にジェルジ・ダブロウスキ技師の設計により、製作が始められ1936年6月30日に初飛行した。テスト飛行の結果ポーランド政府ではこの機体の量産を決定し、1938年から部隊への納入が開始された。
最初の量産型は、エンジンはブリストル・ペガサスVIIB 873hpを搭載しており単一の垂直尾翼を有していたが、後に双尾翼形式に改修されている。1938年末には、さらに強力なエンジン、ブリストル・ペガサスXX 925hpを搭載した型も生産された。
ドイツ軍のポーランド侵攻直前、ポーランド空軍は装備機の近代化・刷新計画を進めているところだった。多くの機種ではこの代替は間に合わず、1939年の開戦時、新型機はようやく試作機が完成するか、テスト中という段階だった。しかし双発爆撃機に関しては、自国開発機初代のLWS-4～6ジュブルが要求性能をクリアできない低性能機で、ほとんど部隊就役できない状態だったために、2代目のP-37ウォシの開発が早まったものと思われる。結果的にウォシは、1939年当時ポーランド空軍の主力機中、最も近代的な機体となった。
しかし、ポーランド陥落までに完成した機体は合計で約100機程度で、ドイツ軍がポーランドに侵攻してきた時に、第一線には、4つの爆撃中隊に36機が配備されているに過ぎなかった。このほか、30機が訓練部隊にあり、戦争期間中にそのうち10機が部隊への補充に回された。またこの間も数機が新たに工場で完成している。
実戦では、もともと中高度からの拠点爆撃を意図して作られた、防弾装甲のほとんどない機体を、進撃してくるドイツ地上部隊を阻止するために低高度での地上攻撃任務に振り当てざるを得ず、このためドイツ軍の対空放火によって大きな損害を出した。ウォシを含めて、ポーランド空軍機は当初は果敢な抵抗を示したものの、作戦飛行における損害に加えて、出撃するための基地もドイツ地上軍の急進撃にあって行動が阻まれた。ソ連の侵攻も始まり、開戦から約半月後の9月17日、ポーランド空軍はついに組織的抵抗を諦め、司令部により、同盟国ルーマニアへの転進命令が下された。
ウォシも27機がルーマニアに逃れ（22機説、30機説もあり）、これらはルーマニア空軍に接収され、2つの爆撃中隊に配備されて、対ソ戦に投入された。
ノーム・ローン系のエンジンを搭載した輸出型や、後継機種としてPZL.49ミシやPZL.62も開発されたが、戦争により開発中止とされた。

## 派生型
- PZL.37/I：最初の原型機。
- PZL.37/II：双尾翼型の原型機。シリアルはPZL.37/Iと同じ「72.1」で、最初の原型機が改造されたものと考えられる。
- PZL.37/III：エンジンをノーム・ローン（Gnome-Rhone）系に換装した輸出型原型機。
- PZL.37A：最初の量産機。ペガサスVIIBを搭載、単一の垂直尾翼を有する。10機のみが製作された。
- PZL.37A bis：改良型。ペガサスXIIエンジンを搭載、双尾翼形式に変更された。19機が製作された。
- PZL.37B：主量産型。ペガサスXXエンジンを搭載。第1シリーズが50機、第2シリーズが45機発注された。
- PZL.37C：ブルガリアとユーゴスラヴィア向けに開発された輸出型。ノーム・ローン14N01エンジンを搭載。ドイツの侵攻により生産されず。
- PZL.37D：ルーマニアとトルコ向けに開発された輸出型。ノーム・ローン14N21エンジンを搭載。ドイツの侵攻により生産されず。
- PZL.49ミシ：背部銃座を引き込み式にするなど機体設計を洗練し、エンジンもブリストル・ハーキュリーズIIIに強化した発展型。ドイツの侵攻により開発中止。

## スペック
- 全長：12.92 m
- 全幅：17.93 m
- 全高：5.08 m
- 翼面積：53.5 m2
- 全備重量：8,560 kg
- エンジン：ブリストル・ペガサス20 空冷14気筒 925 hp×2
- 最大速度：445 km/h
- 上限高度：6,000 m
- 航続距離：1,500 km
- 武装
  - 7.92 mm機銃×3
  - 爆弾　2,580 kg
- 乗員 3名

## 運用国
- ポーランド
- ルーマニア